# Оджак (Власеница)
Оджак (серб. Оџак / Odžak) — село в общине Власеница Республики Сербской Боснии и Герцеговины. Население составляет 25 человек по переписи 2013 года.